# Аккерманська конвенція
Аккерманська конвенція — одна загальна і дві додаткові угоди, «Російсько-турецький окремий акт про Молдову й Валахію» та «Російсько-турецький окремий акт про Сербію», підписані 7 жовтня (25 вересня) в Аккермані з російського боку новоросійським генерал-губернатором і повноважним намісником Бессарабії М. Воронцовим і новопризначеним посланцем до Стамбула А. Рібоп'єром, з османського Хаді-ефенді та Ібрагімом-ефенді.

## Причини
Повстання 1821 року в Дунайських князівствах і національно-визвольна революція в Греції, спрямовані проти владарювання там Османської імперії, розпочали чергову балканську кризу. Ослаблена Османська імперія сподівалася на підтримку Великої Британії, занепокоєної посиленням впливу Російської імперії на Близькому Сході. Остання прагнула дальшого зміцнення позицій у стратегічно важливому геополітичному регіоні. Імператор Микола І діяв жорстко і спочатку обачно. Приїзд герцога А. Веллінгтона на коронацію імператора було використано для тактичного компромісу з Великою Британією. За нею визнавалося переважне право посередництва у грецько-турецькому конфлікті, за Російською імперією — можливість безпосередньо вирішувати взаємини зі Стамбулом. У Петербурзькому протоколі 4 квітня (23 березня) 1826 обидві сторони заявляли про взаємну незацікавленість територіальними придбаннями на Балканському півострові. На другий день після підписання протоколу османському урядові передано затверджений імператором ультиматум який був підписаний ще 5 березня (17 березня): вивести війська з Дунайських князівств і відновити їхній статус, а також відновити автономію Сербії; якнайшвидше розпочати переговори з Росією. Демарш було підтримано Великою Британією, Францією й Австрією.
22 квітня (4 травня) Османська імперія прийняла ультиматум. Переговори розпочалися 3(1) липня в Аккермані. Османська дипломатія затягувала їх початок розраховуючи на початкові успіхи Ірану у війні з Російською імперією (1826—1828). Російські представники рішуче наполягали на запропонованих ними умовах. Позиція османських представників була послаблена невигідною міжнародною та кризовою внутрішньою ситуацією в країні, розвалом армії. Стало відомо про розгром іранського війська у вересні 1826 року під Шахором та Ганжею. Усе це змусило не готову до війни Османську імперію підписати договір.

## Документ
Змістом конвенції й додаткових актів стала конкретизація положень Бухарестського мирного договору 1812 на користь Російської імперії. Аккерманська конвенція визначала нову прикордонну лінію по Дунаю. Російська імперія отримала право вільної торгівлі на території Османської імперії, яка зобов'язалася також не перешкоджати «вільному плаванню купецьких суден під російським прапором у всіх морях та інших водах Імперії Османської без будь-якого винятку». За Російською імперією закріплювалися здобутки на Кавказі: Сухумі, Анаклія, Редут-кале. Османська імперія розширювала права й привілеї Дунайських князівств де в шестимісячний термін мало бути відновлене самоуправління. Султан міг назначати їхніх господарів лише з місцевих бояр, а зміщувати лише за згодою Російської імперії. Контроль за здійсненням статусу князівств покладався на посла Російської імперії в Стамбулі та консулів у Бухаресті і Яссах. «Окремий акт про Сербію» зобов'язував османський уряд розробити разом з сербськими депутатами заходи, необхідні для забезпечення «свободи богослужіння, вибору своїх начальників, незалежності внутрішнього управління, об'єднання різних податків в один, надання сербам права керувати маєтками, що належать мусульманам за умови віддавати прибутки разом з даниною, свободи торгівлі, дозволу сербським купцям мандрувати османськими областями за їх власними паспортами, будівництва лікарень, шкіл, друкарень і, нарешті, заборони мусульманам, за винятком тих, хто належить до військових гарнізонів, селитися в Сербії».

## Наслідки
Аккерманська конвенція на деякий час віддалила чергову російсько-турецьку війну. Наприкінці 1827 султан Махмуд II, звинувативши Російську імперію в організації повстання в Греції, заявив, що конвенція вичерпала призначену їй роль перепочинку, проголосив її нечинною і закликав готуватися до джихаду проти Російської імперії. Зі свого боку, Російська імперія в січні 1828 заявила про намір тимчасово ввести війська у Молдовське князівство й Волощину, а 26(14) квітня 1828 оголосила війну Османській імперії.